# Провулок Костя Гордієнка
Прову́лок Ко́стя Гордіє́нка — провулок у Печерському районі міста Києва, місцевість Липки. Пролягає від вулиці Пилипа Орлика до тупика.

## Історія
Провулок виник у першій половині XX століття у складі вулиці Михайличенка (з 1944 року — вулиця Чекістів, з 1993 року — вулиця Пилипа Орлика). У 1940-х роках отримав назву провулок Чекістів. У 1963 році від нього відокремлено провулок Івана Мар'яненка, після чого він набув теперішніх меж. Сучасна назва на честь кошового отамана Костя Гордієнка — з 2014 року.

## Спроби перейменування
У 1997 році Київрада ухвалила рішення перейменувати низку вулиць, серед яких був і провулок Чекістів, який мав отримати назву провулок Костя Гордієнка, на честь кошового отамана Костя Гордієнка. Рішення не було належним чином офіційно оприлюднене і не набрало чинності. Проте у деяких публікаціях ЗМІ та на картах міста з того часу почали вживати нову назву.
У 2003 році Київрада знову вносила до порядку денного проект рішення про перейменування провулку Чекістів, однак перейменування також не здійснилося. У грудні 2010 року Комісія з питань перейменування вулиць вчергове направила до Київської міської ради рекомендацію щодо перейменування провулку. У листопаді 2011 року через зауваження з боку юридичного управління Київради проект перейменування був відправлений на доопрацювання.
13 листопада 2014 року Київрада ухвалила рішення про перейменування низки вулиць, зокрема і провулку Чекістів на провулок Костя Гордієнка.

## Цікаві факти
У січні 2008 року мешканці провулку самовільно перейменували провулок на тупик Леоніда Черновецького, таким чином протестуючи проти скандального будівництва за адресою провулок Чекістів, 6. Таблички із «тупиком Черновецького» зняли весною наступного року, перед виборами мера.

## Зображення

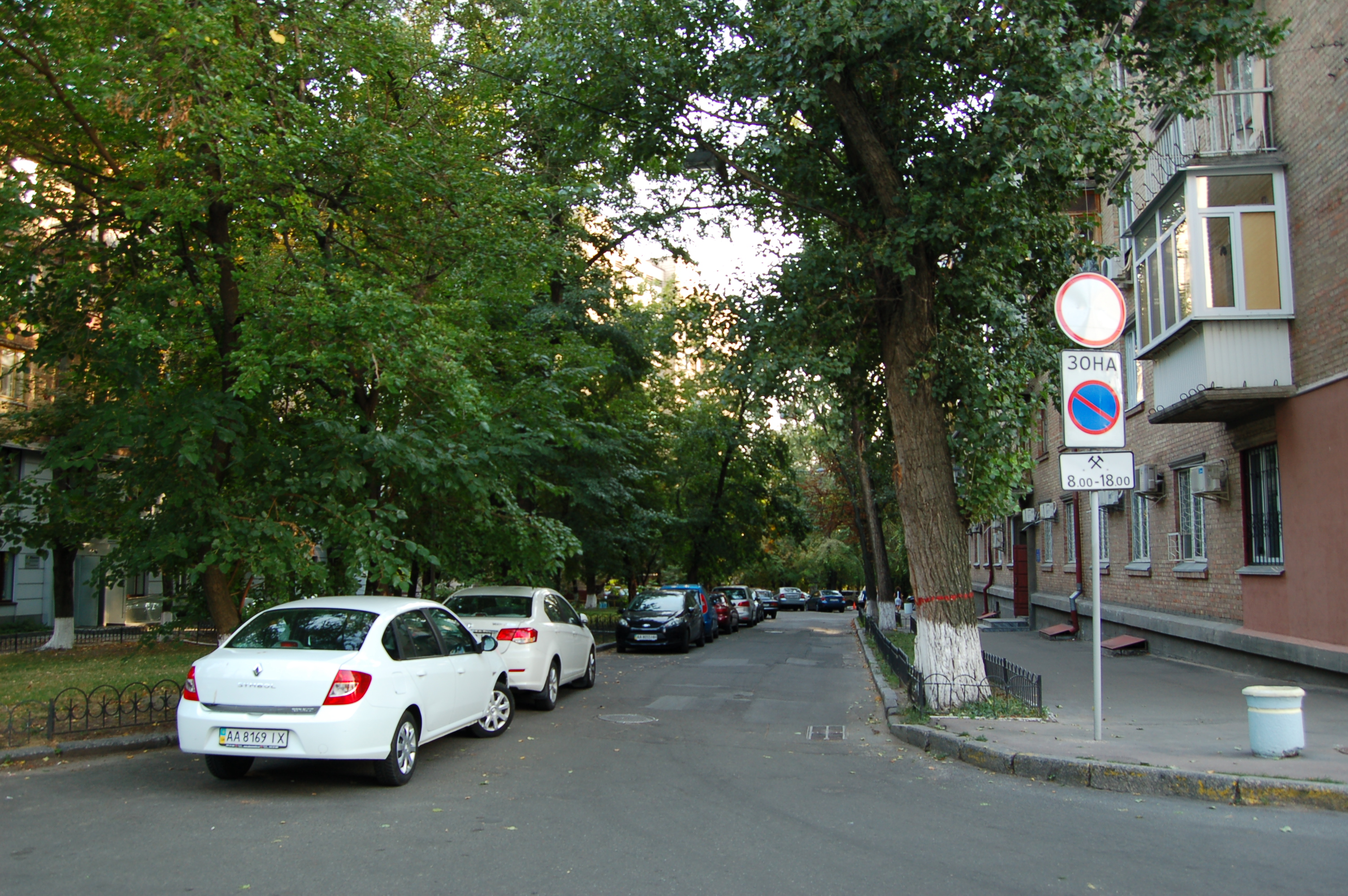
Біля перехрестя з вулицею Пилипа Орлика
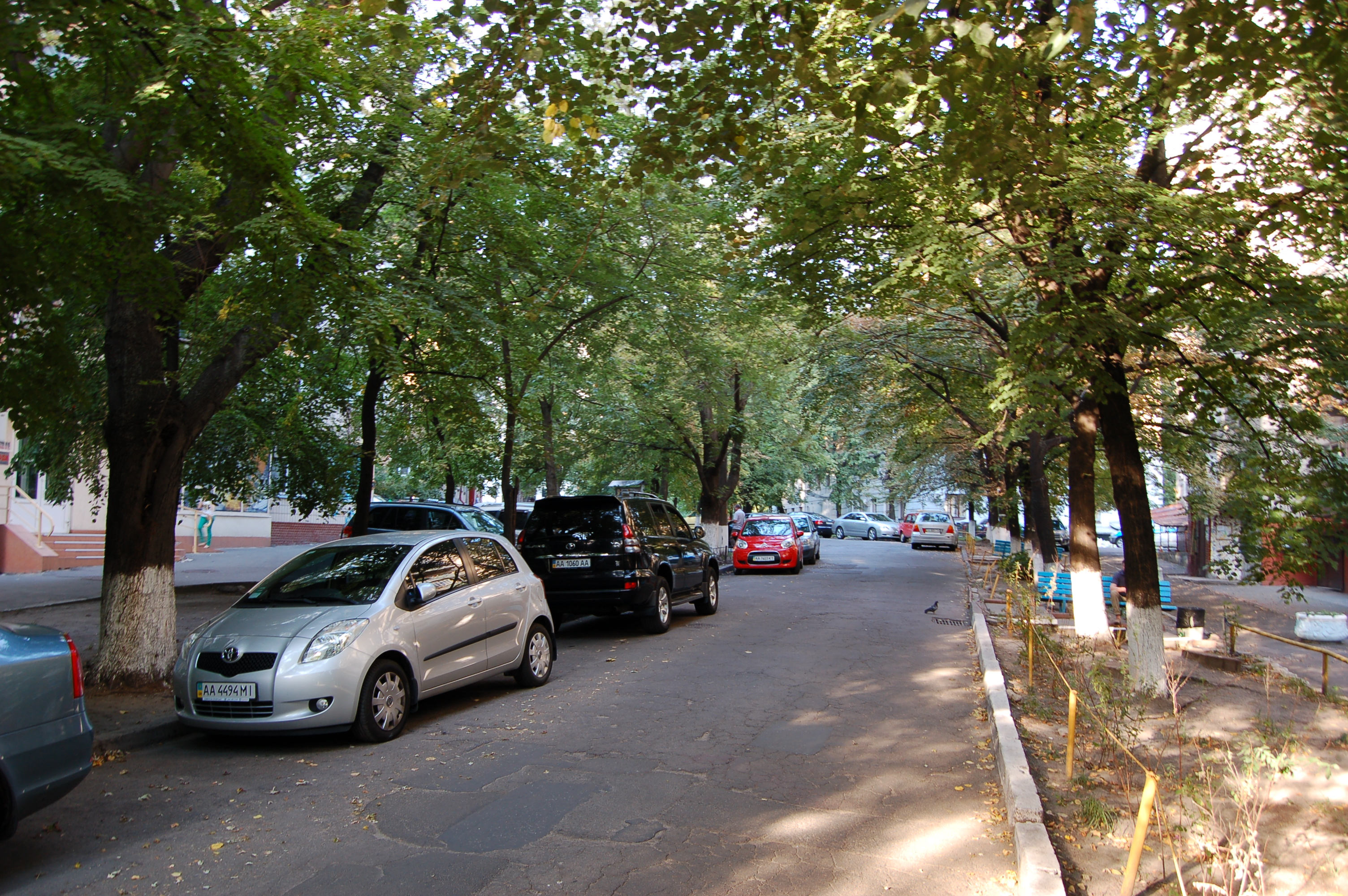
У середній частині